# Neriene comoroensis
Neriene comoroensis är en spindelart som beskrevs av George Hazelwood Locket 1980. Neriene comoroensis ingår i släktet Neriene och familjen täckvävarspindlar. Inga underarter finns listade i Catalogue of Life.